# Kristin Rohde
Kristin Louise Rohde (Bellport in New York 22 februari 1964 - Patchogue New York, 5 december 2016) was een Amerikaanse actrice.
Vanaf 2002 was zij ook makelaar in haar geboorteplaats.
Ze overleed op 52-jarige leeftijd aan kanker.

## Filmografie

### Films
- 1996 The Shot

### Televisieseries
Uitgezonderd eenmalige gastrollen.
- 2006 The Bedford Diaries – als Annie Callahan – 3 afl.
- 1999-2003 Oz – als bewaker Claire Howell – 35 afl.
- 1994-1998 Homicide: Life on the Street – als Sally Rogers – 17 afl.

- Library of Congress Control Number: no2018046882
- Virtual International Authority File: 8235152381806801950007
- WorldCat: E39PBJfx844MCpHK48mfmkCvpP